# Greenwood Lake
Greenwood Lake és una població dels Estats Units a l'estat de Nova York. Segons el cens del 2000 tenia 3.411 habitants.

## Demografia
Segons el cens del 2000, Greenwood Lake tenia 3.411 habitants, 1.332 habitatges, i 877 famílies. La densitat de població era de 645,6 habitants/km².
Dels 1.332 habitatges en un 34,4% hi vivien nens de menys de 18 anys, en un 50,7% hi vivien parelles casades, en un 11,1% dones solteres, i en un 34,1% no eren unitats familiars. En el 26,7% dels habitatges hi vivien persones soles el 7,6% de les quals corresponia a persones de 65 anys o més que vivien soles. El nombre mitjà de persones vivint en cada habitatge era de 2,56 i el nombre mitjà de persones que vivien en cada família era de 3,18.
Per edats la població es repartia de la següent manera: un 26,6% tenia menys de 18 anys, un 6% entre 18 i 24, un 34,2% entre 25 i 44, un 22,8% de 45 a 60 i un 10,4% 65 anys o més.
L'edat mediana era de 37 anys. Per cada 100 dones de 18 o més anys hi havia 97,1 homes.
La renda mediana per habitatge era de 56.076 $ i la renda mediana per família de 61.029 $. Els homes tenien una renda mediana de 46.655 $ mentre que les dones 37.328 $. La renda per capita de la població era de 23.454 $. Entorn del 4% de les famílies i el 7% de la població estaven per davall del llindar de pobresa.